# Distretto di Dih Bala
Il distretto di Dih Bala, o distretto di Haska Meyna, è un distretto dell'Afghanistan appartenente alla provincia del Nangarhar. Viene stimata una popolazione di 20 369 abitanti (stima 2016-17).